# Ridge A
Ridge A là một địa điểm ở châu Nam Cực, nơi được cho là khô nhất, lạnh và yên tĩnh lý tưởng cho các dự án quan sát vũ trụ nhất. Địa điểm trên cách Cực Nam khoảng 1.000 kilômét (620 mi) và 144 kilômét (89 mi) về phía đông nam đối với địa điểm Dome A.